# Elgaria multicarinata
Elgaria multicarinata là một loài thằn lằn trong họ Anguidae. Loài này được Blainville mô tả khoa học đầu tiên năm 1835.

## Hình ảnh

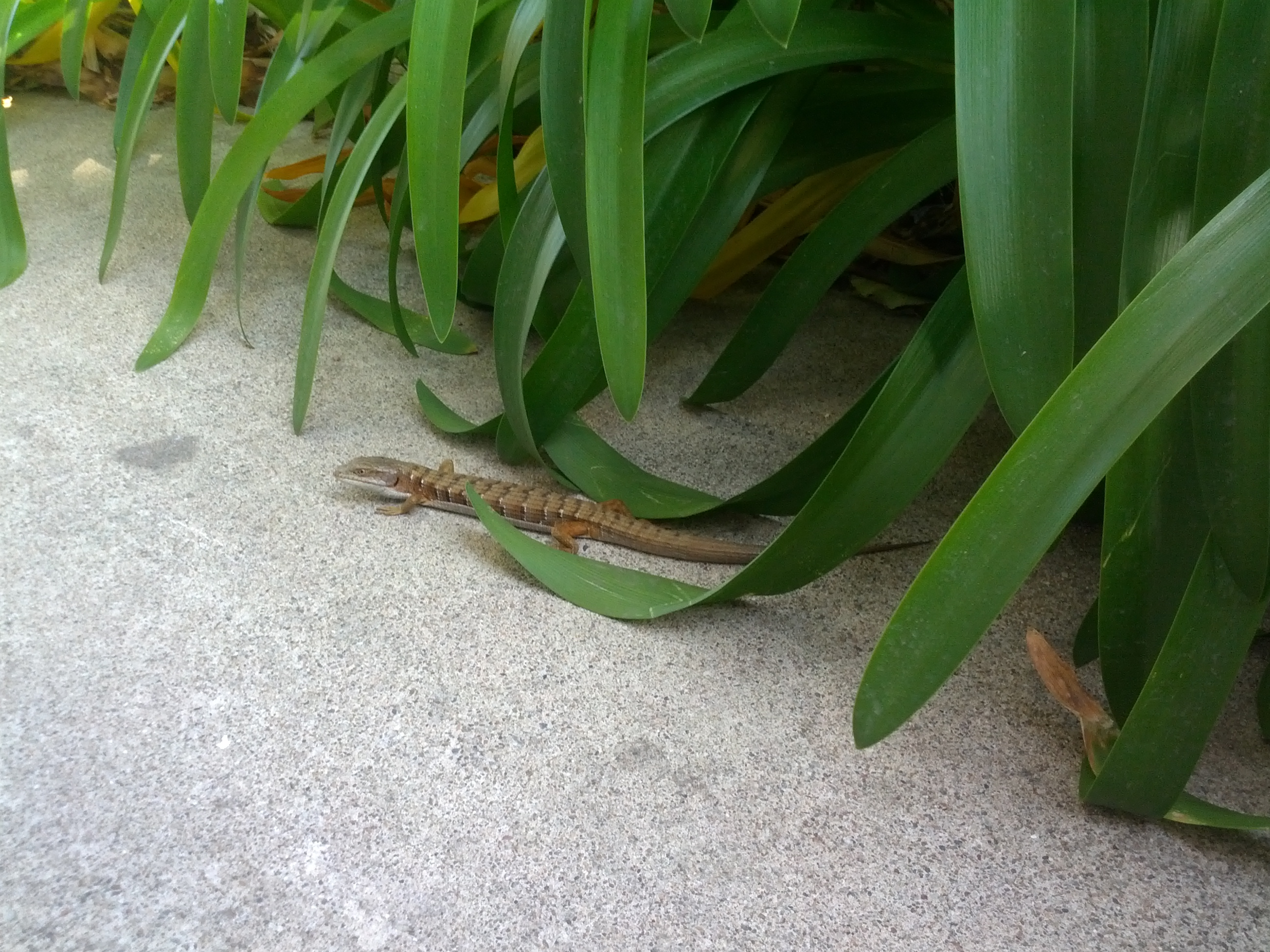
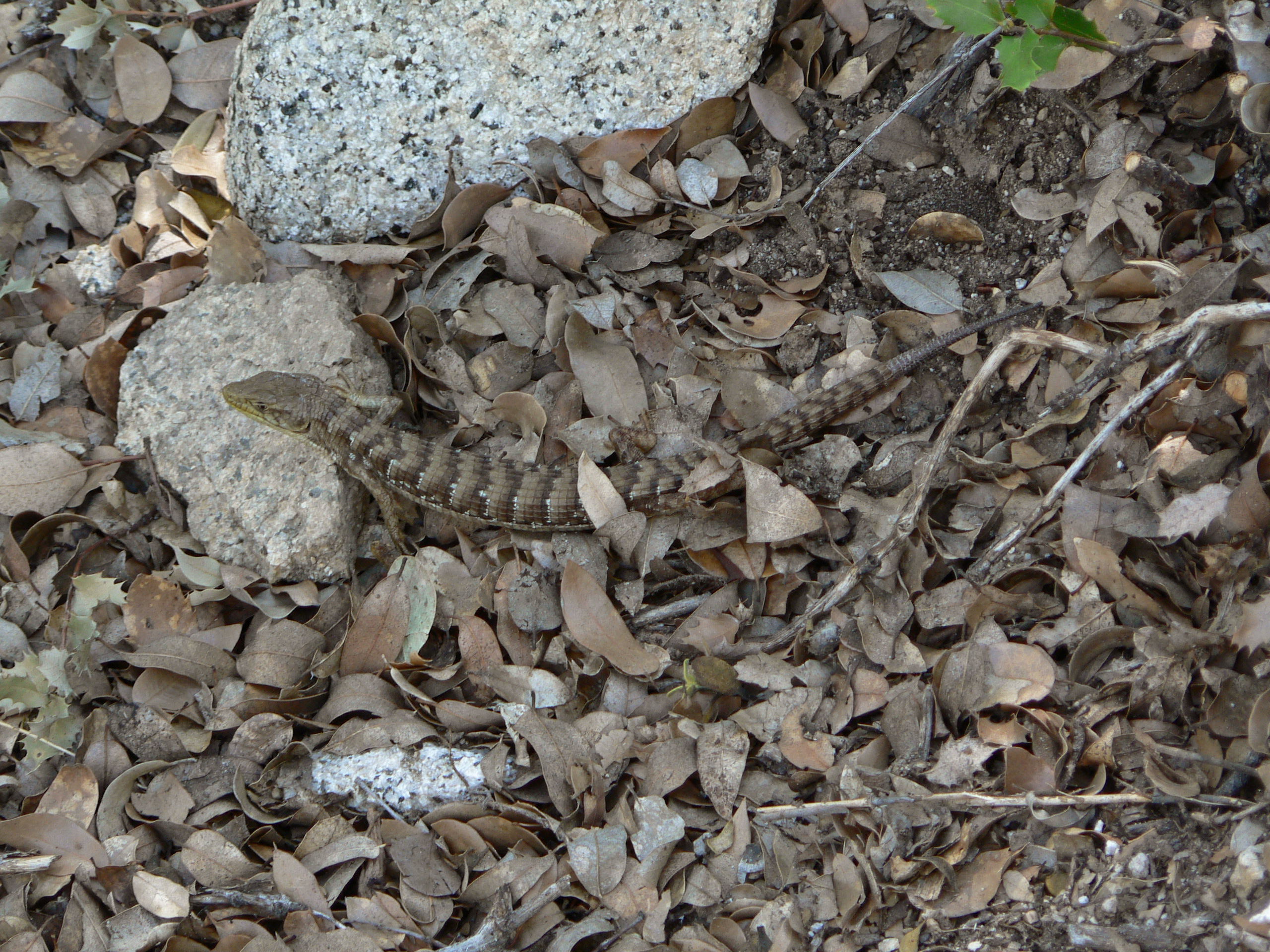
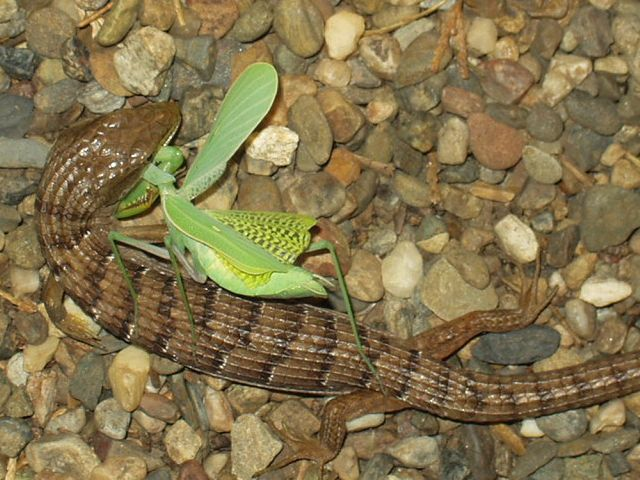
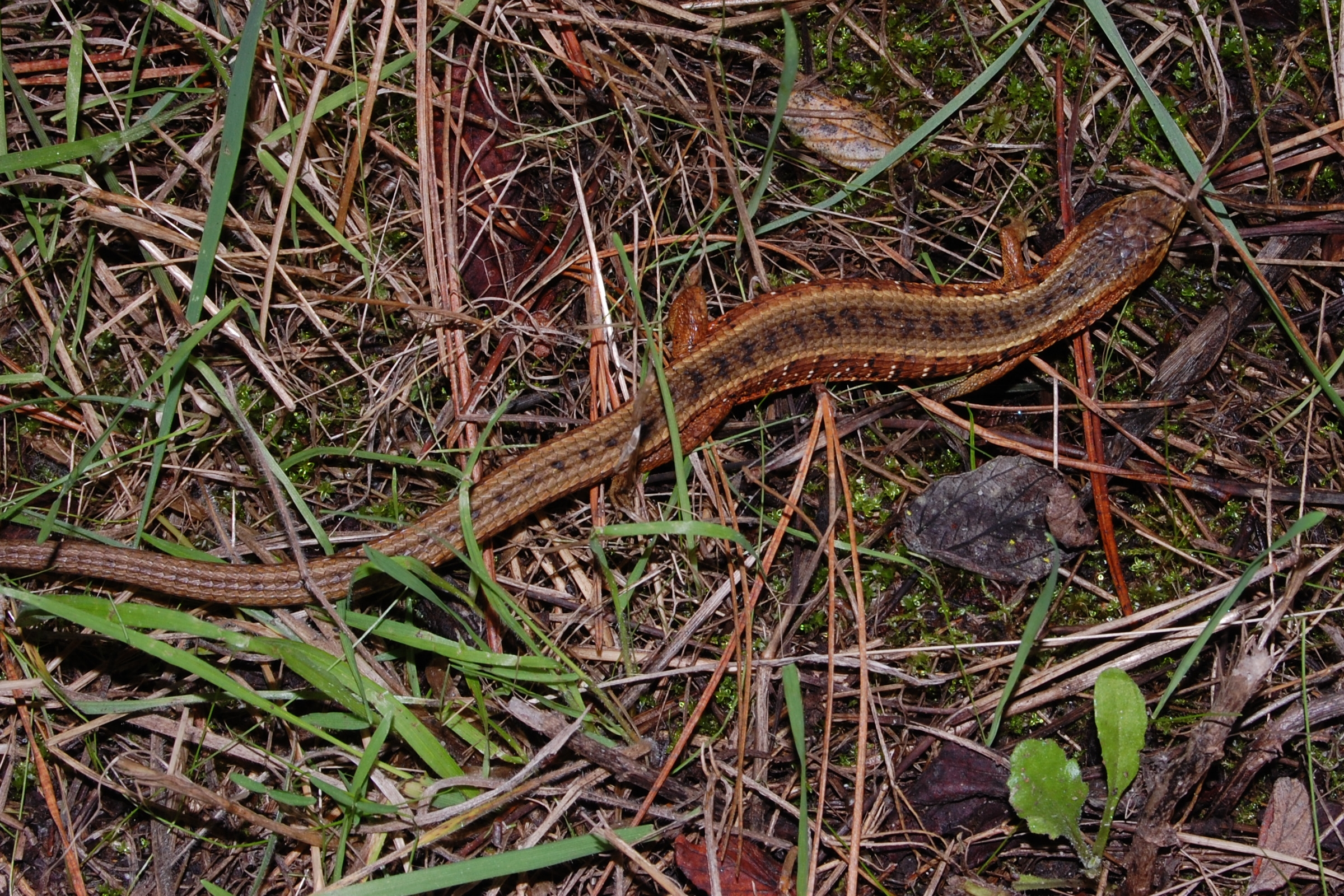